# Mount Henderson (berg i Antarktis, lat -80,20, long 156,22)
Mount Henderson är ett berg i Antarktis. Det ligger i Östantarktis. Australien gör anspråk på området. Toppen på Mount Henderson är 2 656 meter över havet.
Terrängen runt Mount Henderson är huvudsakligen kuperad, men åt sydost är den platt. Trakten är obefolkad. Det finns inga samhällen i närheten. 